# Tricentrogyna uniformipennis
Tricentrogyna uniformipennis là một loài bướm đêm trong họ Geometridae.